# 20103 de Vico
A 20103 de Vico (ideiglenes jelöléssel 1995 JK) a Naprendszer kisbolygóövében található aszteroida. R. Calanca fedezte fel 1995. május 6-án.